# Pirates of the Sea
Pirates of the Sea (en español: Piratas del Mar) es un proyecto musical que representó a Letonia en el Festival de la Canción de Eurovisión 2008 con su canción "Wolves of the Sea" (Lobos de mar). Está formado por tres miembros: el cantante italiano Roberto Meloni que está viviendo en Letonia, la bailarina Aleksandra Kurusova conocida en la televisión y el presentador de radio Jānis Vaišļa. Meloni ya representó a Letonia el año anterior formando parte del grupo Bonaparti.lv.
Su canción, "Wolves of the Sea", ha sido compuesta por cuatro compositores suecos: Jonas Liberg, Johan Sahlen, Claes Andreasson y Torbjorn Wassenius. El 2 de febrero la canción ganó la primera semifinal de su selección nacional para Eurovisión, obteniendo 12.010 televotos, el mejor resultado de las semifinales. Sin embargo, el jurado los colocó en la novena posición de las 10 de la primera semifinal.
El 1 de marzo, "Pirates of the Sea" ganó la final nacional, que tuvo lugar en Ventspils. Obtuvieron 29.228 votos. La canción participó el 22 de mayo en la segunda semifinal del Festival de la Canción de Eurovisión 2008 y se clasificó para la final del día 24. En la semifinal quedaron sextos con 86 puntos y en la final quedaron duodécimos con 83 puntos.